# Ectropis tricolor
Ectropis tricolor là một loài bướm đêm trong họ Geometridae.